# Die Pioniere der Neuen Welt
Die Pioniere der Neuen Welt (Originaltitel: Les pionniers du nouveau monde) ist eine frankobelgische Comicserie, die Mitte des 18. Jahrhunderts im Franzosen- und Indianerkrieg und den darauf folgenden Jahren spielt. Die Protagonisten der ersten sechs Bände sind frankophone Kanadier, die mit befreundeten Indianern gegen die Engländer kämpfen, welche schließlich Québec erobern können. Die nachfolgenden Bände schildern weitere Abenteuer einzelner Hauptpersonen in Frankreich, Großbritannien und Französisch-Louisiana.
Die Serie entstand 1982 unter der Feder von Jean-François Charles, der für Text und Zeichnungen verantwortlich war. Ab Band 7 übernahm Erwin Sels (Ersel), der Sohn des Comiczeichners Frank Sels, die Zeichnungen. Seit Band 13 ist Maryse, die Frau von Jean-François Charles, für den Text verantwortlich. Die Serie wird bis heute von Jean-François Charles, Ersel und Maryse Charles fortgesetzt.
Inhaltlich zeichnet sich die Serie durch große Erzählbögen jeweils über mehrere Bände aus, wobei die Protagonisten wechseln und die einzelnen Erzählstränge mitunter abgebrochen oder unerwartet neu verknüpft werden. Der epische Erzählstil ist bedächtig, ein Schwerpunkt liegt auf der Schilderung der Kultur der Indianer und ihrer Verdrängung durch skrupellose Weiße. Die zeitgenössischen Kostüme und die breiten Landschaftspanoramen sind für einen Comic sehr detailliert und authentisch gezeichnet.
In Deutschland ist die Comicserie von 1987 bis 1998 beim Splitter Verlag (Band 1–9) und von 2002 bis 2006 bei Kult Editionen (Band 10–15) erschienen. Seit 2008 wird die Comicserie von Finix Comics (ab Band 16) herausgegeben. Alle drei Verlage haben jedes Album sowohl in einer Softcover- als auch (in kleinerer Auflage) in einer Hardcover-Version ediert.

## In deutscher Übersetzung veröffentlichte Bände
- Band  1: Am Pranger (Le pilori - 1982)
- Band  2: Verwirrungen (Le grand dérangement - 1985)
- Band  3: Das Dorf in den Bergen (Le champ d'en haut - 1987)
- Band  4: Das Kreuz von St. Louis (La croix de Saint Louis - 1988)
- Band  5: Tage des Blutes (Du sang dans la boue - 1989)
- Band  6: Der Tod des Wolfes (La mort du loup - 1990)
- Band  7: Ein Schrei im Wind (Crie-dans-le-vent - 1994)
- Band  8: Kleiner Mann (Petit homme - 1995)
- Band  9: Der brennende Fluss (La rivière en flammes - 1996)
- Band 10: Wie der Atem eines Bisons im Winter (Comme le souffle d'un bison en hiver - 1997)
- Band 11: Die Falle von La Rochelle (Le piège de la rochelle - 1998)
- Band 12: Das Rauschen der Bäume (Le murmure des grands arbres - 1999)
- Band 13: Krumme Pfade (Les chemins croches - 2001)
- Band 14: Bayou Chaquis (Bayou Chaouïs - 2003)
- Band 15: Crimbels Wahl (Le Choix de Crimbel - 2005)
- Band 16: Das blaue Tal (La vallée Bleue - 2006)
- Band 17: Im Lande der Illinois (Le pays des Illinois - 2009)
- Band 18: Das große Treffen (Le Grand Rendez-vous - 2012)
- Band 19: Die Rebellen (Les insurgés - 2013)
- Band 20: Die Nacht der Wölfe (Nuit de loups - 2015)
- Band 21: Fort Michilimackinac (Fort Michilimackinac - 2020)